# Тушино
Ту́шино — місцевість та історичний район на північному заході Москви. Вперше згадується як село у 1512 році; з 1938 місто, з 1960 у складі Москви. Нині територія розділена на три райони: Покровське-Стрешнєво, Південне Тушино і Північне Тушино. Названо в XV в. за іменем власника — боярина Василя Івановича Квашніна-Туші.
На початку XVII ст. у Тушині був табір Лжедмитра II.
| 1800 | 1852 | 1883 | 1899 | 1929 | 1939 | 1959 |
| ---- | ---- | ---- | ---- | ---- | ---- | ---- |
| 0,32 | 0,42 | 0,68 | 0,85 | 1,37 | 40   | 89,9 |